# اس‌اس کلنو
اس‌اس کلنو (به انگلیسی: SS Kolno) یک کشتی بود که طول آن ۲۹۷ فوت ۰ اینچ (۹۰٫۵۳ متر) بود. این کشتی در سال ۱۹۳۶ ساخته شد.